# NHK高松生島中継局
NHK高松生島中継局（エヌエイチケイたかまついくしまちゅうけいきょく）は、香川県高松市に置かれていたNHK高松放送局総合テレビのアナログテレビ中継局である。

## 概要
- 当中継局は、高松市亀水町の紅峰中腹に置かれ、該当地区へ電波を発射している。
- なお、教育テレビと民放テレビは、岡山送信所や高松送信所・中継局などからの電波を受信している。また、デジタルテレビについても同様となる。

## 地上アナログテレビジョン放送放送設備
| ch                        | 放送局名          | 空中線電力       | ERP              | 放送対象地域 | 放送区域内世帯数 | 偏波面   |
| ------------------------- | ----------------- | ---------------- | ---------------- | ------------ | ---------------- | -------- |
| 61-                       | NHK高松総合テレビ | 映像3W/音声750mW | 映像11W/音声2.7W | 香川県       | 不明             | 水平偏波 |
| ※61chはオフセット-10kHz局 |                   |                  |                  |              |                  |          |